# Yasuke
Yasuke (còn được dịch thành 弥助 hoặc 弥介, 彌助 hoặc 彌介 trong nhiều nguồn thư tịch khác nhau.) (khoảng 1555–1590) là một người hầu hạ phục vụ dưới quyền lãnh chúa Oda Nobunaga vào năm 1581 và 1582. Ông cũng được mô tả là một kẻ hầu hạ được cử bởi thần linh xuống bởi dáng vẻ to lớn và làn da đen khác biệt của mình.